# Le Tribut de Zamora

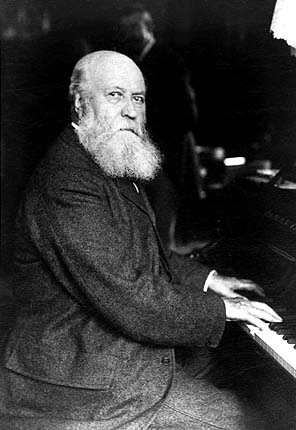
Charles Gounod

Le tribut de Zamora är en grand opera i fyra akter med musik av Charles Gounod och libretto av Adolphe d'Ennery. Librettot erbjöds till Gounod först efter att förhandlingar med Giuseppe Verdi hade strandat.
Premiären ägde rum den 1 april 1881 på Parisoperan och blev en succé. Hermosas patriotiska "Debout! enfants de l'Ibérie!" (sjungen av Gabrielle Krauss) fick tas om och lovord skänktes även till de magnifika kostymerna av Eugène Lacoste, samt till dekoren av Auguste-Alfred Rubé och Philippe Chaperon (Akterna I och IV), Jean-Baptiste Lavastre (Akt II), samt Antoine Lavastre och Eugène Louis Carpezat (Akt III). 
Nutida kritik är mindre vänlig, kallar den "mossig... alltför lik hans tidigare verk" eller avfärdar den som en övning i spagnuolismo.

## Personer

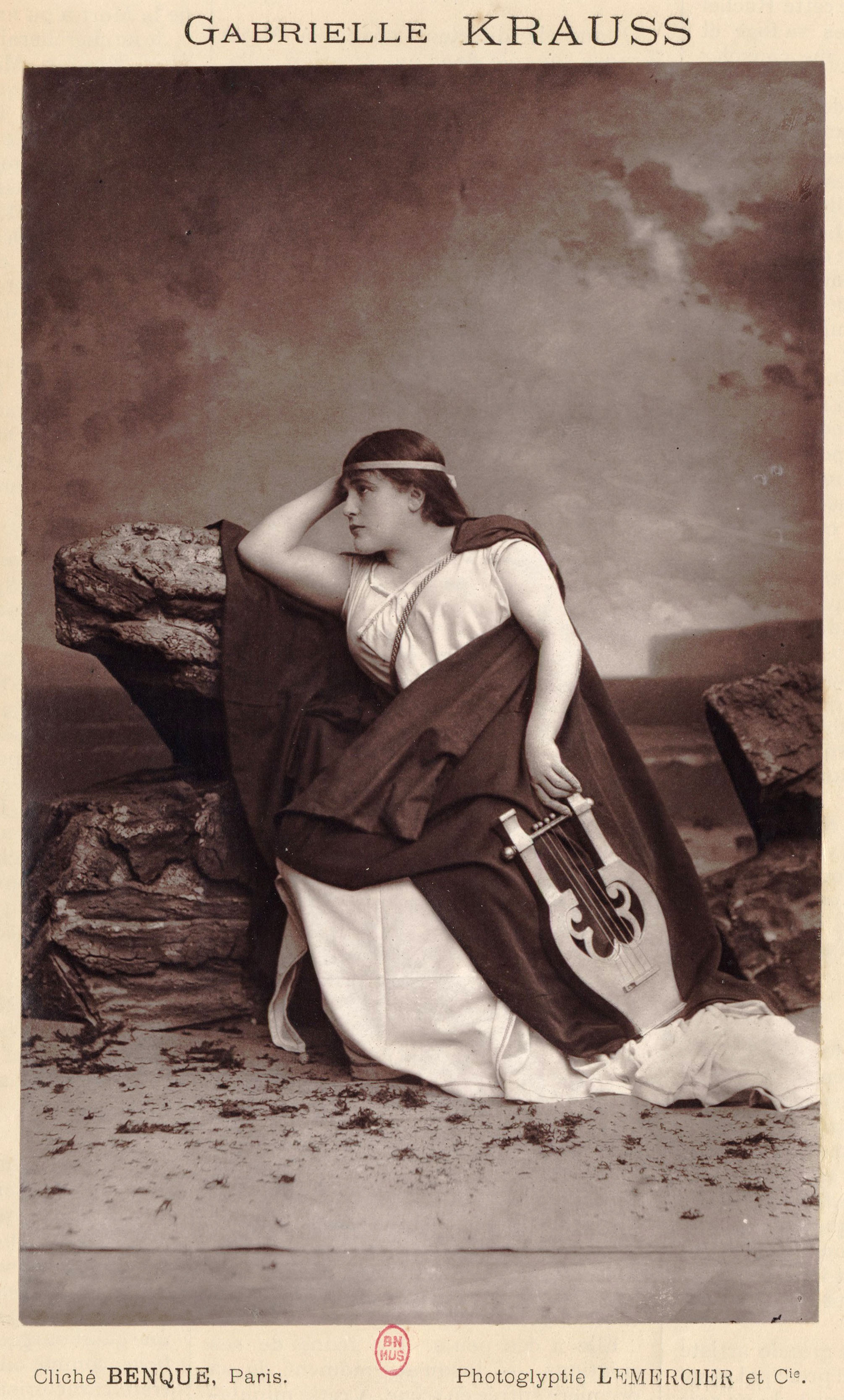
Gabrielle Krauss i rollen som Hermosa

| Role                                     | Stämma  | Premiärbesättning 1 april 1881 |
| ---------------------------------------- | ------- | ------------------------------ |
| Xaïma                                    | sopran  | Joséphine Daram                |
| Hermosa, en galen kvinna                 | sopran  | Gabrielle Krauss               |
| Iglésia, Xaïmas väninna                  | sopran  | Élisabeth Janvier              |
| Manoël, Xaïmas fästman                   | tenor   | Henri Sellier                  |
| Ben-Saïd, envoyé till kalifen av Córdoba | baryton | Jean Lassalle                  |
| Hadjar, hans broder                      | bas     | Léon Melchissédec              |
| Le roi, kung av Asturien                 | bass    | Alfred Giraudet                |

## Handling
Plats: Spanien vid tiden för morernas ockupation.

### Akt 1

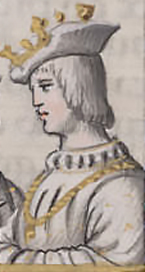
Ramiro II av Léon

Ett torg i Oviedo. I fonden syns det spanska kungapalatset.
Manoël, en ung spansk soldat, välkomnar sin brud Xaïma på deras bröllopsdag. Festligheterna avbryts av Ben-Saïd, envoyé till kalifen av Córdoba, som kommer ridande med sitt följe.
Efter att morerna besegrade spanjorerna vid Zamora har de begärt 100 hundra oskulder varje år. Endast den kungliga staden Oviedi har hittills sparats. Nu har Ben-Said kommit för att hos kung Ramiro II begära att Oviedo tillhandahåller tjugo oskulder. Xaïma kommer in i sin bröllopsklänning. Hon begråter Zamoras öde, där hon förlorade sin familj. 
Ben-Saïd tjusas av Xaïmas temperament och skönhet och bestämmer sig för att behålla henne för sig själv och lovar att behandla henne kungligt. Manoël presenterar sig som Xaïmas brudgrum; Ben Said bestämmer sig för att förhindra bröllopet. Han går in i palatset medan Xaïma och den arge Manoël stannar utanför. Xaïma lovar honom att inget kan förändra hennes kärlek till honom.
Folket samlas för att fira bröllopet. Kungen anländer och det annonseras att Oviedo ska fullfölja sin del av avtalet och leverera tjugo oskulder till morerna nästa dag. Manoël försöker förmå folket att revoltera men kungen ber dem att acceptera offren för att förhindra mer blodspillan.
Flickorna lottas ut och både Xaïma hennes väninna Iglésia väljs ut. Xaïma och Manoël blir desperata. Han förbannar Ben-Saïd, som fortsätter att åtrå  Xaïma. Spanjorerna lovar hjälpa Manoël och tillsammans sjunger de den spanska nationalsången.

### Akt 2
En basar vid Guadalquivirs kust nära Córdoba

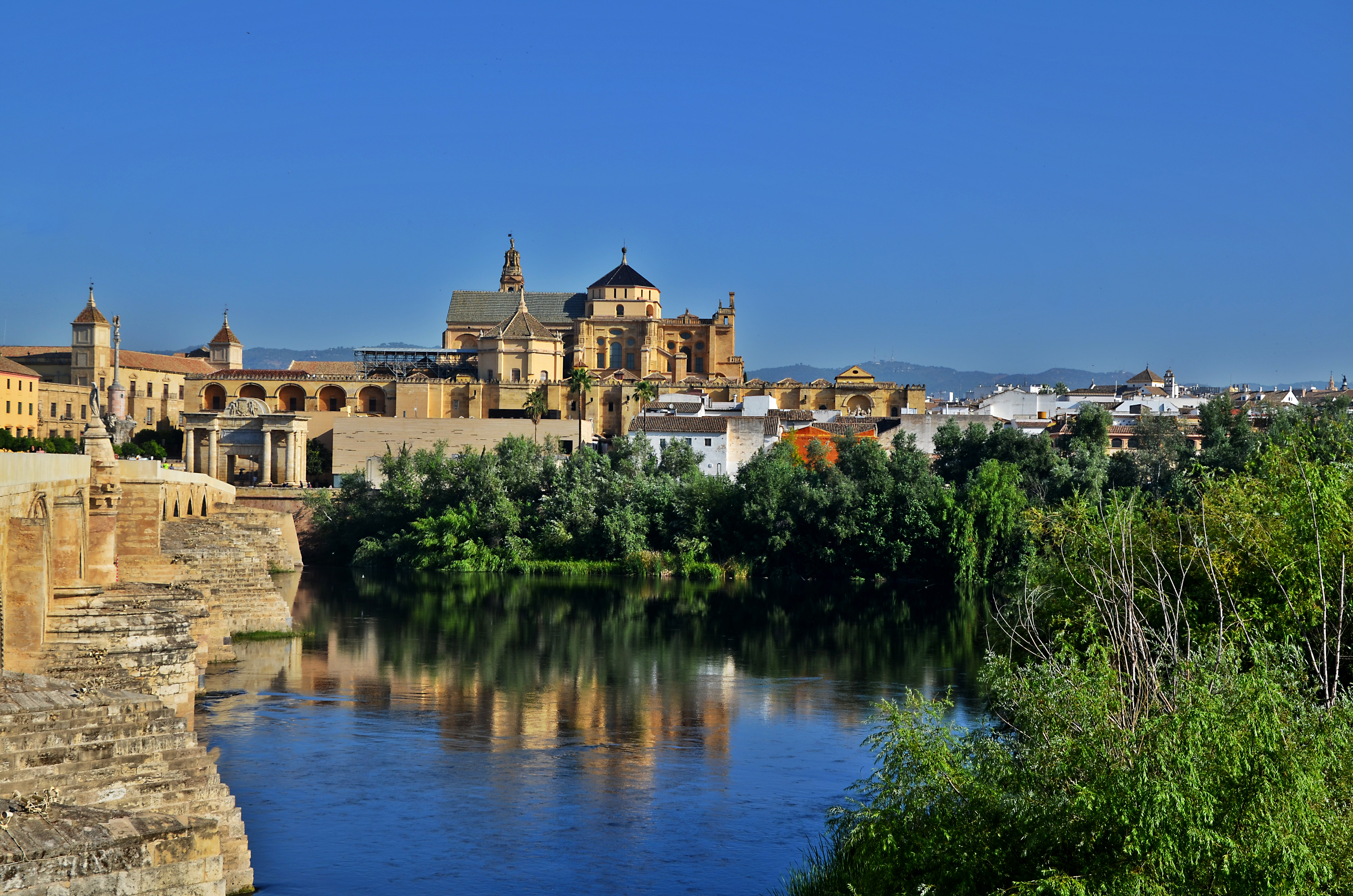
Moskén i Córdoba

De moriska soldaterna firar segern över spanjorerna vid Zamora. Den galna kvinnan Hermosa togs tillfånga i striden och ber dem sluta fira. Soldaterna hånar henne men hon skyddas av Hadjar, Ben-Saïds broder, som tog henne som byte. Hadjar citerar en vers från Koranen för att förhindra att morerna skadar Hermosa -  "Betrakta helgonen såsom galningarna, annars varen fördömda".  Hermosa har en vision där hon förenas med sin barn i himlen.
Flickorna anländer för att auktioneras ut och Manoël, som har förklätt sig till  en berb för att kunna följa med Xaïma, dyker också upp. Hadjar känner igen honom som den man som räddade hans liv i striden och erbjuder honom sin hjälp när han får reda på att Manoël är kär i Xaïma.
Under auktionen bjuder Ben-Saïd bids en stor summa för Xaïma och till Manoëls förtvivlan vinner han.

### Akt 3
I Ben-Saïds palats
Ben-Saïd försöker vinna Xaïmas kärlek men hon avvisar honom och går. Hadjar kommer in med Manoël som han presenterar för brodern som den man som räddade hans liv och ber att han ska friges. När Ben-Saïd vägrar avvisar Manoël honom och försöker anfalla honom men avväpnas. Manoël är på vippen att avrättas då Xaïma återvänder och ber Ben-Saïd om nåd. Ben-Saïd går med på att skona hans liv om Manoël omedelbart lämnar landet.
Xaïma är ensam och möter Hermosa. Då Hermosa får veta att Xaïma kommer från Zamora återfår hon sakta sitt förstånd och ser i en syn hur hennes make brändes levande under striden. Hon sjunger nationalsången som en hyllning (Air:"Debout! enfants de l'Ibérie!"). Hermosa känner igen Xaïma som sin dotter och de gläds åt återseendet.

### Akt 4
Trädgården i Ben-Saïds palats

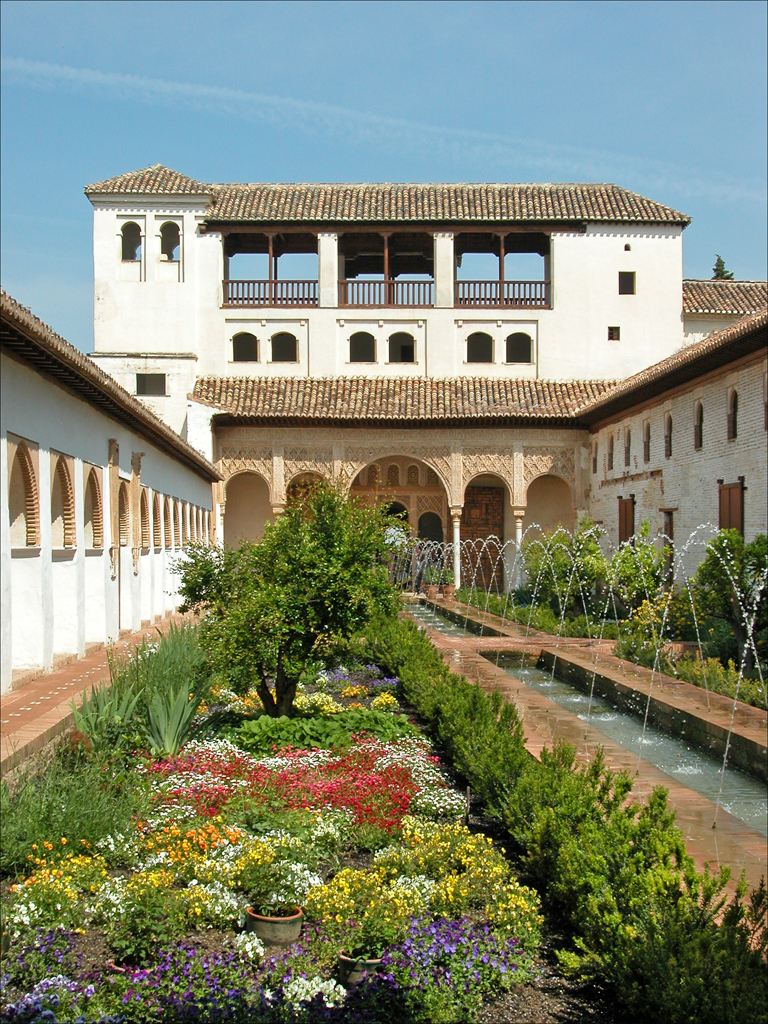
Trädgården i ett moriska palats i Spanien

Manoël har klättrat över muren till trädgården för att kunna se Xaïma en sista gång. De beslutar att dö tillsammans. Manoël drar sin dolk då Hermosa kommer och tar den från honom. Ben-Saïd gör entré varpå Manoël och Hermosa försvinner. Ben-Saïd ber Xaïma en sista gång att ta emot hans kärlek och hon vägrar. Han beordrar henne in i palatset men på trappan ber Hermosa att skona hennes dotter. När han inte ämnar göra så tar hon fram dolken och sticker ned Ben-Saïd. Hadjar kommer in och benådar Hermosa på grund av galenskap.